# Пенвил (Пенсилванија)
Пенвил (енгл. Pennville) насељено је место без административног статуса у америчкој савезној држави Пенсилванија.

## Демографија
По попису из 2010. године број становника је 1.947, што је 17 (-0,9%) становника мање него 2000. године.
| Група             | 2000.         | 2010.         |
| Белци             | 1.915 (97,5%) | 1.841 (94,6%) |
| Афроамериканци    | 9 (0,5%)      | 28 (1,4%)     |
| Азијати           | 8 (0,4%)      | 10 (0,5%)     |
| Хиспаноамериканци | 18 (0,9%)     | 38 (2,0%)     |
| Укупно            | 1.964         | 1.947         |